# Stone (Buckinghamshire)
Pour les articles homonymes, voir Stone.
Stone est une paroisse civile et un village du Buckinghamshire, en Angleterre.